# Трушешть
Трушешть, Трушешті (рум. Trușești) — село у повіті Ботошані в Румунії. Входить до складу комуни Трушешть.
Село розташоване на відстані 377 км на північ від Бухареста, 25 км на схід від Ботошань, 80 км на північний захід від Ясс.

## Населення
За даними перепису населення 2002 року у селі проживали 2605 осіб.
Національний склад населення села:
| Національність | Кількість осіб | Відсоток |
| -------------- | -------------- | -------- |
| румуни         | 2555           | 98,1%    |
| цигани         | 48             | 1,8%     |

Рідною мовою назвали:
| Мова      | Кількість осіб | Відсоток |
| --------- | -------------- | -------- |
| румунська | 2580           | 99,0%    |
| циганська | 25             | 1,0%     |